# Démétrios Damilas
 (septembre 2023).
Le contenu est difficilement compréhensible vu les erreurs de traduction, qui sont peut-être dues à l'utilisation d'un logiciel de traduction automatique.
Démétrios Damilas (appelé aussi Demetrius Mediolaneus - c'est-à-dire Démétrios de Milan, Demetrius le Crétois, et identifié au Librarius Florentinus), copiste, typographe et graveur de caractères en langue grecque, est né à Crète à la fin de la première moitié du XVe siècle et il est mort après l'an 1506.

## Biographie
Démétrios Damilas appartenait à une famille d'origine crétoise, qui avait prospéré pendant la domination vénitienne et qui plus tard a déménagé à Milan (Damilas est une hellénisation de « da Milano »). Avec son frère Antónios, Démétrios arriva en Italie après la chute de Constantinople. Il était à la fois dessinateur et graveur des caractères et aussi éditeur. Il fit paraître en 1476 - en terminant la presse exactement le 30 janvier - en collaboration avec le typographe Dionisio Paravicino (ou Dionisio de Parravisino) un volume contenant la Grammaire, ou Erotemata, ou Epitome de Constantin Lascaris : c'était la première œuvre grecque publiée en Europe.

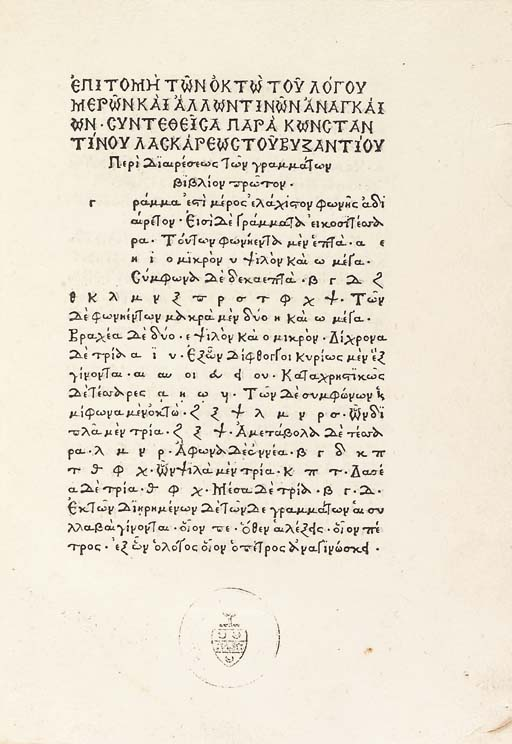
Lascaris, Épitomé, 1476

Cette édition comporte 72 feuillets, sans pagination, ni marques, ni rappels. Le colophon, en latin, se trouve au verso du dernier feuillet. La préface de Démétrio est dédiée τοις εὖ γεγονόσι καὶ σπουδαίοις (en latin, ingenuis ac studiosissimis adolescentibus). Le texte grec de la préface est suivi de la traduction en latin.
Démétrios dessina les caractères pour la composition de ce livre et probablement en réalisa aussi la fusion en métal. Cette série de caractères est appelée « premier type milanais ». Pour ressembler autant que possible à l'écriture manuscrite, Démétrios créa un grand nombre de ligatures, pour rendre ainsi fluide le texte imprimé.
Angelo Poliziano dédia aux deux éditeurs l'épigramme In Demetrium Cretensem et Dionysium Paravisinum, graecorum voluminum impressorum (Venise, 1498).

### À Florence
Démétrios Damilas se rendit ensuite à Florence, avec ses caractères, qui lui servirent en 1488/1489 pour un grand accomplissement de la Renaissance italienne : une editio princeps des œuvres d'Homère - inclus Iliade et de Odyssée - qui a contribué à la renaissance des lettres grecques en Europe occidentale.
Cette œuvre fut réalisée sous la supervision du linguiste athénien Démétrios Chalcondyle qui, autour de 1478, écrivit à Giovanni  Lorenzi - qui avait été son élève à l'Université de Padoue et qui à ce moment-là, à Rome, était familier du cardinal Marco Barbo : « Il se trouve, comme vous le savez, Démétrios le Crétois, un calligraphe sans pareil, qui les dépasse tous en précision » (« C'è qui, come sai, Demetrio cretese, calligrafo non inferiore ad alcuno, che supera tutti in accuratezza »),.
Cette édition, financée par les frères Bernardo et Neri de' Nerli et par Giovanni Acciaiuoli, est considérée comme le plus beau livre grec imprimé en Italie en XVe siècle. Porte en avant texte, une lettre de Neri de' Nerli, dédiée a Pierre II de Médicis et une préface de Chalcondyle aux lecteurs.
Damilas était aussi un excellent copiste et Chalcondyle lui demanda une copie de la Géographie de Strabon, commandée par Lorenzo de' Medici et qui fut exécutée sur l'exemplaire de Giovanni Lorenzi qui est aujourd'hui à la Bibliothèque nationale de Paris (Fonds grec, 1394).

### À Rome
La présence à Rome de Damilas est signalée par les registres de la Bibliothèque apostolique vaticane : il demanda en prêt, le 23 avril 1490, un livre de Claude Ptolémée qu'il restitua le 8 juillet de la même année. Son nom est aussi présent dans les registres de prêt de la bibliothèque, jusqu'en 1504. Le 19 février 1506, avec un motu proprio, le pape Jules II lui donna la charge de scriptor des manuscrits grecs de la Bibliothèque vaticane : Damilas fut ainsi le premier copiste officiel - dans cette bibliothèque - pour la transcription des codex grecs. En février 1506, il reçut 6 ducats d'or pour son travail de copiste.

### Identification d'un amanuense
Le paléographe belge Paul Canart a identifié Damilas avec le fameux "Librarius Florentinus", qui avait copié de nombreux codes vaticans, avec une élégante écriture, ronde et souple, et qui avait été actif à Florence, comme à Rome. Cette identification a profité de la comparaison avec l'édition milanaise de Epitome de Constantin Lascaris, où était présente la préface de Démétrios Damilas.
Ce copiste et éditeur a marqué le passage - pour la langue grecque - entre le manuscrit et le moderne ars artificialiter scribendi, c'est-à-dire l'impression : il a été à la fois le copiste de chefs-d'œuvre manuscrits grecs de l'époque humaniste et l'auteur de volumes imprimés en caractères grecs. Paul Canart a précisé : « Il resterait, bien sûr, à enrichir la liste des manuscrits copiés par Damilas et à entreprendre leur étude codicologique détaillée, à établir un schéma d'évolution de son écriture, à comparer celle-ci non seulement avec l'écriture de César Stratègos, mais avec celle d'autres contemporains. »